# Вороніна Олександра Андріївна
Александра Вороніна (пізніше Юр'єва; рос. Воронина (Юрьева) Александра Андреевна, 20 серпня 1905, Севастополь, Україна — 1 жовтня 1993, Санта-Клара (Каліфорнія), США) — письменниця та перша дружина норвезького фашиста Відкуна Квіслінґа, лідера політичної партії Nasjonal Samling, яка співпрацювала з німецькими окупаційними силами в Норвегії під час Другої світової війни.

## Біографія
Александра Вороніна народилася в Севастополі в сім'ї лікаря Андрєя Вороніна. Родина була заможною, бо мала значні доходи від нафти. Коли їй було близько трьох років, родина переїхала до Ялти. На початку Першої світової війни сім'я переїхала до Харкова. Там дівчина відвідувала Харківську балетну школу і була направлена до жіночої гімназії імені Л. В. Домбровської, на той час престижної школи-інтернату для дітей дворянства. Під час Російської революції 1917 року спосіб життя сім'ї занепав, коли їхні слуги втекли, а кімнати в їхньому особняку конфіскували, вони на деякий час повернулися до Криму, поки її мати розглядала Францію чи Румунію як країну еміграції.
Вороніна вийшла заміж за норвежця Відкуна Квіслінґа наступного дня після того, як їй виповнилося 17 років. У 1923 році Квіслінґ повернувся з Харкова, де на той час жила Вороніна, після короткої поїздки додому до Норвегії зі своєю дружиною. Коли він повернувся до Харкова, він вдруге одружується з Марією Пасєчніковою, згодом Марією Квіслінґ, незважаючи на те, що не мав офіційного розлучення з Вороніною. Коли всі троє повернулися до Норвегії, Вороніну назвали «прийомною дочкою» Відкуна Квіслінґа замість його дружини, як це було раніше. Вороніна стверджувала, що вони розлучилися у 1924 році, але немає документів, які б підтверджувала це. Після цього вона назавжди покинула Норвегію та поїхала до Франції і врешті-решт до Сполучених Штатів, де провела решту свого життя.
Пізніше Александра Вороніна написала книгу спогадів про своє життя з Відкуном Квіслінґом. У мемуарах розкриває кожну подробицю свого довгого та бурхливого життя, від її щасливого раннього дитинства на Кримському півострові до жахів революції, її шлюбу з Квіслінґом та його остаточної зради як її, так і його країни, до її подальшого життя у Франції та Каліфорнії. Окремо розповідається про дільність американської допомогової організації АРА, яка рятувала українців від голоду в 1921-23 роках
Спогади видано 1999 року норвезькою мовою і 2013 року — англійською.